# HTC Desire U
De HTC Desire U (T327w) is een smartphone ontwikkeld werd door het Taiwanese elektronicabedrijf HTC. Het lowbudgettoestel doet qua uiterlijk erg veel denken aan de One-serie van het bedrijf, die geprezen wordt voor zijn goede design. De opvolger van de HTC Desire C komt, zover bekend is, alleen in Azië uit in een witte en in een zwarte uitvoering.

## Software
De Desire U draait op het besturingssysteem Android versie 4.0, ook wel Ice Cream Sandwich. Het is nog niet bekend of het ook nog een update krijgt naar versie 4.1. Net zoals vele andere Android-fabrikanten, gooit HTC over zijn telefoon een eigen ontworpen grafische schil heen, HTC Sense versie 4.0. Ook maakt HTC gebruik van Beats Audio, een techniek die ervoor zorgt dat het geluid beter klinkt.

## Hardware
Het toestel heeft een capacitief touchscreen van 4 inch en heeft een on-screen-toetsenbord. Het is uitgerust met een 1GHz-singlecore-processor van Qualcomm. Het toestel heeft 512 MB aan werkgeheugen en 4 GB opslaggeheugen, dat uit te breiden is tot 32 GB via een microSD-kaart. Verder heeft de smartphone een 5,0 megapixel-camera zonder flitser. Aan de voorkant zit geen camera.